# Gregory van der Wiel
Gregory Kurtley van der Wiel (* 3. Februar 1988 in Amsterdam) ist ein ehemaliger niederländischer Fußballspieler.

## Leben und Familie
Van der Wiel ist mit dem belgischen Model Stephanie Rose Bertram liiert. Im Februar 2018 ist die gemeinsame Tochter in Toronto geboren.

## Karriere

### Vereine
Van der Wiel, dessen Vater von Curaçao stammt, spielte als Kind zunächst bei RKSV Door Combinatie Groot in seiner Heimatstadt Amsterdam. Ab 1996 wurde er in der Jugendabteilung des AFC Ajax ausgebildet. Nach sechs Jahren wurde er an den HFC Haarlem ausgeliehen, da die Verantwortlichen „mangelnde Einstellung“ konstatierten. Nachdem er sich bei HFC in drei Jahren bewiesen hatte, kehrte er 2005 zu Ajax zurück. Ab der Saison 2006/07 gehörte er dem Profikader der Amsterdamer an, der im August 2006 den niederländischen Supercup, die Johan Cruijff Schaal, gewann. Sein Pflichtspieldebüt im Profibereich gab van der Wiel am 11. März 2007 beim 4:1-Auswärtssieg gegen den FC Twente in Enschede. Vier Einsätze in der Innenverteidigung folgten, doch an den Stammkräften auf diesen Abwehrpositionen, Jaap Stam und Thomas Vermaelen, kam van der Wiel nicht vorbei. In der Saison 2007/08 durfte van der Wiel im Supercupspiel antreten, als er beim 1:0-Sieg gegen PSV in der 26. Minute für George Ogăraru eingewechselt wurde. Er blieb jedoch weiterhin Ergänzungsspieler, darüber hinaus machte ihm eine Knieverletzung zu schaffen. In der Saison 2008/09 wurde er unter Trainer Marco van Basten zum Außenverteidiger umfunktioniert und avancierte auf der rechten Außenbahn zur Stammkraft. Am 1. März 2009 (25. Spieltag) erzielte van der Wiel beim 2:0-Auswärtssieg gegen den FC Utrecht sein erstes Pflichtspieltor.
Am 3. September 2012 wechselte van der Wiel zum französischen Erstligisten Paris Saint-Germain. Er unterschrieb beim Hauptstadtklub einen Vierjahresvertrag bis zum 30. Juni 2016.
Nachdem sein Vertrag in Paris ausgelaufen war, schloss er sich im Juli 2016 ablösefrei Fenerbahçe Istanbul an. Am Bosporus erhielt van der Wiel einen Vertrag bis 2020. Im Sommer 2017 wechselte van der Wiel zu Cagliari Calcio.
Am 1. Februar 2018 verließ er den sardischen Verein und unterschrieb einen Vertrag beim Meister der Major League Soccer, Toronto FC aus Kanada. Mit der Mannschaft gewann er die Canadian Championship 2018.
Im Januar 2019 gab es eine Auseinandersetzung von van der Wiels mit dem Chef-Trainer vom Toronto FC, Greg Vanney. Diese Auseinandersetzung war so schwerwiegend, dass van der Wiels Vertrag aufgelöst wurde.
Im Sommer 2019 vermeldete van der Wiel sein Karriereende.

### Nationalmannschaft
Sein Debüt in der A-Nationalmannschaft gab van der Wiel unter Trainer Bert van Marwijk am 11. Februar 2009 beim 1:1-Unentschieden im Test-Länderspiel gegen Tunesien, als er in der 86. Spielminute für John Heitinga eingewechselt wurde. In seinem Debütjahr folgten drei weitere Einsätze sowie vier während der WM-Qualifikation, in denen er jeweils von Beginn an spielte. Nach drei weiteren A-Länderspielen im Jahr 2010 kam er bei der Weltmeisterschaft in Südafrika insgesamt fünfmal zum Einsatz. Ebenfalls wurde er bei der Fußball-Europameisterschaft 2012 dreimal eingesetzt.

## Erfolge und Auszeichnungen

### Verein
Ajax Amsterdam (2006–2012)

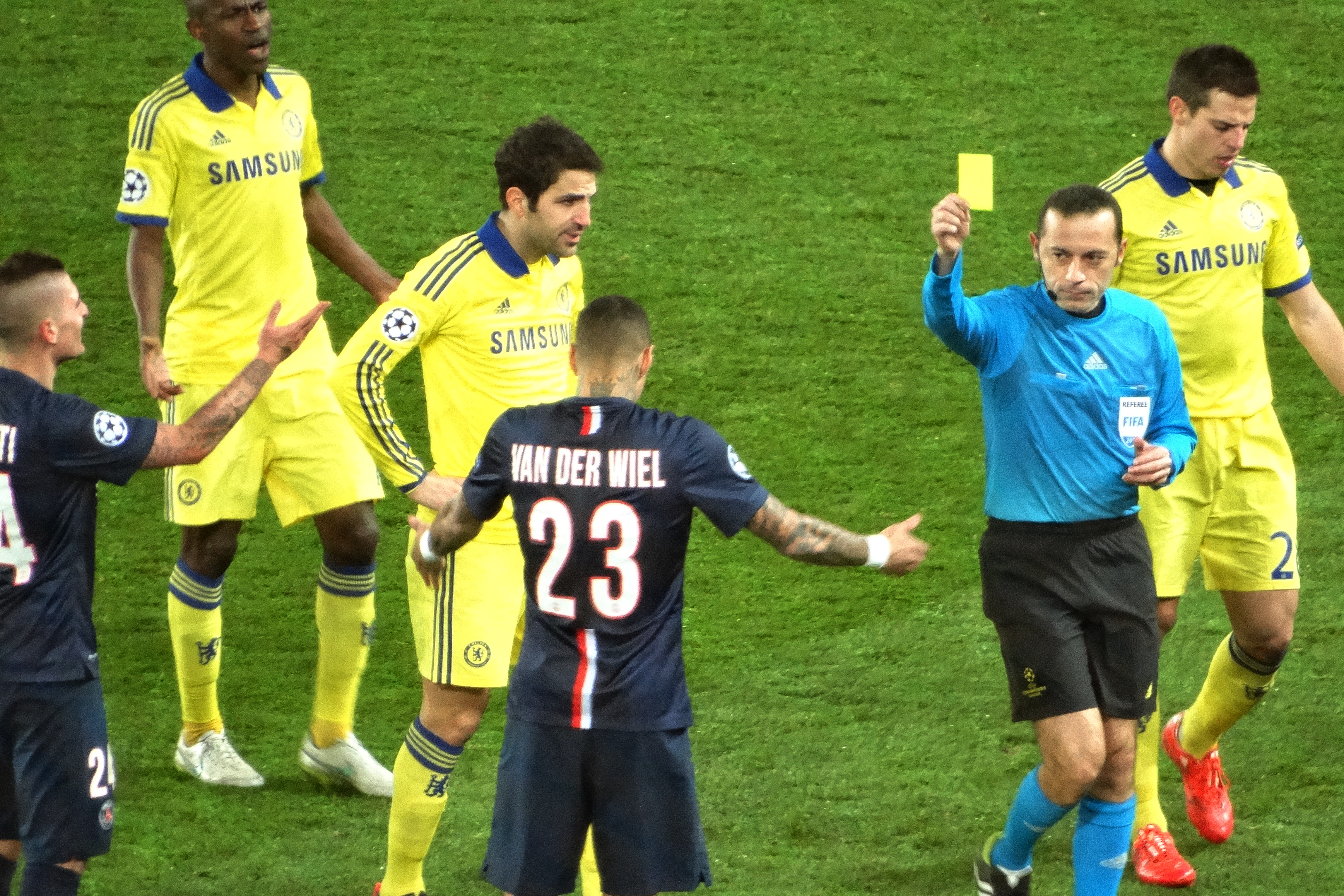
Van der Wiel bekommt beim Champions-League-Spiel von PSG gegen den FC Chelsea am 17. Februar 2015 die Gelbe Karte.

- Niederländischer Meister: 2011,  2012
- Niederländischer Pokal: 2007, 2010
- Johan Cruijff Schaal: 2006, 2007

Paris St. Germain (2012–2016)
- Französischer Meister: 2013, 2014, 2015, 2016
- Französischer Pokal: 2015, 2016
- Französischer Ligapokal: 2014, 2015, 2016
- Französischer Supercup: 2013, 2014, 2015

Toronto FC (2018–2019)
- Canadian Championship 2018

### Nationalmannschaft
- Zweiter der Weltmeisterschaft 2010